# Marineministerium
Marineministerium ist ein besonderes Ministerium für den Verantwortungsbereich in Marinefragen. Der Leiter wird allgemein Marineminister genannt. Die beiden Ausprägungen – militärisch oder zivil – werden vereinzelt Kriegsmarineministerium und Handelsmarineministerium genannt.
Heute gibt es keinen Staat mit eigenständigem Marineministerium mehr.

## Zum Ressort
Die Ministerien für Marineangelegenheiten waren insbesondere im 19. Jahrhundert für alle seefahrenden Mächte von Bedeutung. Sie wurden meist neben oder zusammen mit den Kriegsministerien – diese vorrangig für die Landstreitkräfte zuständig – eingerichtet, oder waren Verwaltungsbehörden im Umfeld der Admiralität. Sie waren aber anfangs durchwegs neben der Kriegsmarine auch für die Handelsmarine zuständig, wie auch andere Aspekte der Meereswirtschaft, mancherorts auch als Kolonialministerium (Übersee-Besitzungen).
Im Laufe des 20. Jahrhunderts wurden die militärischen Agenden allesamt den umfassenden Verteidigungsministerien unterstellt, wo sie teils als Abteilungen weiterbestehen (Marineabteilung, -amt, und Ähnliches), teils aber der allgemeinen Verwaltungsstruktur (wie Personalangelegenheiten, Beschaffung, Logistik usw.) aufgegangen sind. Für die zivilen Agenden wurden vereinzelt Handelsmarineministerien eingerichtet, sonst gehören diese meist zu einem Verkehrsministerium oder Wirtschaftsministerium. Daneben gibt es etwa noch spezielle Fischereiministerien (mit Angelegenheiten der Fangflotten) oder allgemeine Meeresministerien (für alle maritimen Angelegenheiten, auch ökologische oder natürliche Ressourcen).

## Liste historischer Marineministerien und -ämter
nach Land (Vorgängerstaaten, Territorien und Ähnliches bei den heutigen Staaten):
- Australien: 1915 Department of Navy (DON); 1973 dem Department of Defence (DOD) unterstellt
- Chile:[1] 1818 Ministerio de Guerra y Marina (Krieg und Marine, ersteres seit 1811); 1924 Ministerio de Guerra und Ministerio de Marina; 1927 kurz  vereintes Ministerio de Defensa Nacional, dann beide wiederhergestellt; 1932 kurz (mitsamt dem Subsecretaria de Aviación, Luftfahrt) dem Ministerio del Interior (Innenministerium) eingegliedert, dann kurz Ministerio de Guerra y Aviación und Ministerio de Marina, dann vereint zum heutigen Ministerio de Defensa Nacional
- Dänemark: 1655 Admiralitetet (Admiralität), 1848 Marineministeriet; 1905 mit dem Krigsministeriet vereinigt zum Forsvarsministeriet, endgültig 1950[2] • Leiter 1848–1905: Marineminister[3]
- Deutschland: Deutsches Reich: 1848–49 kurz Reichsministerium der Marine;  Preußen: 1861 Marineministerium; 1870 dem Kriegsministerium unterstellt;  Kaiserreich: 1871 dann als Kaiserliche Admiralität • Leiter: Chef der Kaiserl. Admiralität; 1888–1919 Reichsmarineamt • Leiter: Staatssekretär im Reichsmarineamt
- Ecuador:[4]    1830 Jefatura de Guerra y Marina (Kriegs- und Marineamt); 1843 Ministerio de Guerra y Marina; }/}/  1930 Ministerio de Guerra, Marina y Aviación (mit Luftfahrt); 1935 umbenannt in Ministerio de Defensa Nacional (Verteidigungsministerium)
- Frankreich:[5]  Königreich Frankreich: 1547 Secrétariat d’État de la Marine (Kriegs- und Handelsmarine wie auch Koloniales; erst 1589 auch ein Secrétariat de la Guerre); 1715–18 kurz als Conseil de la Marine (Titel: Président/Chef;  Republiken/Kaiserreiche: 1790/91 Ministère de la Marine et des Colonies; 1814–15 und wieder 1830 kurz ohne Kolonialem genannt); 1848 kurz Ministère de la Guerre et de la Marine (mit allen Kriegsangelegenheiten); 1858–60  (Algerien und Kolonien) sowie 1881/82, 1889–92 (jeweils am Handelsministerium ) wieder ohne Kolonialangelegenheiten, diese 1893 endgültig eigenständig als Ministère des Colonies/des Outre-mer (heutiges Überseeministerium);[6] 1929 Ministère de la Marine marchande (Handelsmarine) und 1930 Ministère de la Marine militaire; ersteres bis 1958 (1940 kurz wieder gemeinsam Ministère de la Marine marchande et militaire) und Portefeuille bis 2007 am Ministère de l’Équipement (Infrastrukturministerium, heute nicht mehr eigenständig);[7] zweiteres 1932 kurz zusammen mit dem Ministère de la Guerre als Ministère de la Défense nationale, 1932 de la Marine, 1934 de la Marine militaire, 1935 Marine, 1938 Marine militaire, 1940 gemeinsam de la Marine marchande et militaire, dann wieder de la Marine; ab 1940 auch  Forces françaises libres (1941–44 Amtstitel Commissaire); 1947 endgültig mit dem Ministère de la Défense [nationale] vereinigt
- Haiti: 1. Kaiserr.: 1804 Ministère de la Guerre et de la Marine, 1806 aufgelöst; 2. Kaiserr./Rep.: 1843 wiederhergestellt; 1916 (US-Invasion) aufgelöst[8]
- Irland: 1993–97 Verteidigungsministerium als Ministry for Defence and the Marine (Verteidigung und Marine)[9]
- Italien:  Sardinien: 1697 Segreteria di Stato e di Guerra, 1815 Segreteria di Guerra e di Marina, 1848 umbenannt in Ministero di Guerra e di Marina (Krieg und Marine);[10] 1850 Ausgliederung aus Kriegsministerium und mit Landwirtschaft und Handel zum Ministero della marina, dell’agricoltura e del commercio fusioniert; von 1853 bis 1947 eigenständig als Ministero della marina und zeitweise auch für Handelsmarine zuständig;[11]  Kgr.: 1861 wird Marineministerium in Turin für territorial erweiterten Staat zuständig, 1865 Umzug nach Florenz, 1870 nach Rom; 1916 geht Handelsmarineabteilung an das Ministero dei Trasporti Marittimi e Ferroviari (Seehandel und Eisenbahnen), 1920 an das Ministero dell’industria, del commercio e del lavoro (Industrie, Handel und Arbeit), 1922 wieder an das Marineministerium, 1924 dann an das Ministero delle comunicazioni (Post, Kommunikation), von 1943 bis 1946 schließlich wieder an das Marineministerium;  Rep. 1947 gehen Ministerien für Krieg, Marine und Luftfahrt im  Ministero della Difesa (Verteidigung) auf; bereits 1946 Ausgliederung des neuen Ministero della Marina Mercantile (Handelsmarine); 1993 mit dem Ministero dei Trasporti e dell’Aviazione Civile (Transport und Zivilluftfahrt) zum Ministero dei Trasporti e della Navigazione vereinigt, dieses dann 2001 mit dem Ministero dei Lavori Pubblici (öffentliche Arbeiten) zum Ministero delle Infrastrutture e dei Trasporti (Infrastruktur und Verkehr) fusioniert, das auch für die Küstenwache zuständig ist.
- Japan:  Kaiserreich: 1872 海軍省 / Kaigun-shō, bis 1885 noch dem 陸軍省 / Rikugun-shō (Heeresministerium) unterstellt, 1945 abgeschafft;  Rep.: Marineangelegenheiten am 防衛省 / Bōei-chō (Verteidigungsministerium) und dem heutigen 国土交通省 / Kokudo-Kōtsū-shō (MLIT, Infrastruktur- und Verkehrsministerium) • Leiter: 海軍卿 / Kaigun-kyō (‚Lord‘) bis 1885, dann 海軍大輔 / Kaigun daijin (Minister)[12]
- Jugoslawien:  Kgr.: 1919 Ministerstvo vojske i mornarice / Министарство војске и морнарице (Armee und Marine, vorher 1918 nur Armee); 1941–1945 im Exil Ministar vojske, mornarice i vazduhoplovstva / Министар војске, морнарице и ваздухопловства (Armee, Marine und Luftfahrt);[13] dann  Rep.: wieder gemeinsam ab 1943 Poverenik / Повереник, 1945 Ministar narodne odbrane / Министар народне одбране (Kommissar/Minister für nationale/Volksverteidigung) • Leiter: Ministar mornarice[14]
- Kanada:[15]  Dominion:  1867 Department of Marine and Fisheries / Ministère de la Marine et des Pêches (Marine und Fischerei); 1884 nur of Fisheries / des Pêches; 1892 zurück zum vorherigen Namen; 1911 Department of Marine and Fisheries and the Naval Service / Ministère de la Marine et des Pêches et du Service naval (Handelsmarine, Fischerei und Kriegsmarine) mit einem eigenen Amt des  Minister of the Naval Service / Ministre du Service naval;[16] 1921/22 wieder of Marine and Fisheries / de la Marine et des Pêches (Handelsmarine, Fischerei), die Abteilung Naval Services (Kriegsmarine) an das Department of Militia and Defence and the Naval Service / Ministre de la Milice et de la Défense et du Service naval; dieses 1923  nurmehr Department of National Defence / Ministère de la Défense nationale (Heer, Marine, Luftwaffe); 1930 getrennt Department of Fisheries / Ministère des Pêches (so bis 1969) und Department of Marine / Ministère de la Marine; 1935 letzteres mit dem Department of Railways and Canals und dem Civil Aviation Branch des Verteidigungsministeriums zum Department of Transport / Ministère des Transports (Transport[s] Canada) vereinigt (heute Portfolio Transportation, Infrastructure and Communities, TIC); 1940–1946 (WW II) ein eigener militärischer Minister of National Defence for Naval Services / Ministre de la Défense national du Service naval;[17] Fischfang – und auch die Coast Guard (CCG) / Garde côtière (GCC, Küstenwache) –  heute am Fisheries and Oceans Canada dem ehemaligen Department of Fisheries and Oceans (Fisheries and Oceans Canada) / Ministère des Pêches et Océans (Pêches et Océans Canada, Fischerei- und Meeresministerium)
- Kolumbien:[18]  Großkolumbien 1821 Secretaría de Marina; / Neugranada ab 1828 Secretaría de Guerra y Marina (Krieg und Marine);  1886 Ministerio de Guerra y Marina; 1965 Ministerio de Defensa Nacional (Mindefensa), ziviler Minister seit 1991
- Mexiko: 1821 Ministerio de Guerra y Marina (Krieg und Marine); 1884 Secretaría de Guerra y Marina (Kriegs- und Marinesekretariat); seit 1941 Secretaría de Marina (SEMAR)[L 1] am Secretaría de la Defensa Nacional (SEDENA)
- Niederlande:  Batavische Republik: 1798 Uitvoerend Bewind van Marine (Ausführender Direktor für  die Marine); 1801 Staatsbewind van Marine (Staatsdirektor); : 1813 Ministerie van Marine, 1928 gemeinsam mit dem Ministerie van Oorlog (Kriegsministerium) als Ministerie van Defensie; 1941 aufgespalten Ministerie van Oorlog, Ministerie van Marine (meist gemeinsamer Amtsträger); ab 1956 wieder Ministerie van Defensie
- Norwegen: : 1815 7. departement (Marinedepartementet, für die Seestreitkräfte, Feuer- und Lotsenwesen) aus dem 6. departement (Militär/Kriegsadministration)[19] ausgegliedert; : 1885 Zusammenlegung mit dem Departement for landforsvaret (6., Armédepartementet, Landstreitkräfte) zum heutigen Forsvarsdepartementet (FD)
- Österreich – kein explizites Marineministerium:  Kaisertum/ Österreich-Ungarn: 1854–1918 Marinekommandantur/Marinesektion, dem Reichs-Kriegsministeriums/k.u.k. gemeinsamen Kriegsministerium unterstellt[20]
- Portugal:  Kgr.: 1736 Secretaria de Estado dos Negócios da Marinha e Domínios Ultramarinos (auch Secretaria de Estado da Marinha e Conquistas, Staatssekretariat für Angelegenheiten der Seefahrt und Überseegebiete);[21]/: Ende des 19. Jh. zunehmend Ministério da Marinha e Ultramar genannt;  Rep.: 1910 Ministério da Marinha e Colónias;  1911 in ein Ministério das Colónias und das Ministério da Marinha geteilt; 1974 als Ex-Ministério da Marinha dem Chefe do Estado Maior da Armada (CEMA, Stabschef der Marine) im Rang eines Ministers unterstellt; 1982 dann teils im Sistema de Autoridade Marítima (Schifffahrtsamt)[22] weitergeführt, teils dem Ministério da Defesa Nacional (MDN) eingegliedert; 1983–85 kurz ein Ministério do Mar (Meeresministerium)[23] • Leiter 1736–1974: Secretário/Ministro da Marinha[21]
- Russland:  Zarenreich:  1718 Адмиралтейств-коллегия / Admiraltejstew-Kollegija (Admiralskollegium);[24] 1812 департамент министра морских (Ministerialabteilung Marine), 1815 zusammen mit dem флоту канцелярия (Flottenamt) als Морское министерство (Marineministerium);[25]  Sowjetrussland: 1917 Комитет по военным и морским делам (Ausschuss für Angelegenheiten des Militärs und der Marine), dann Народный комиссариат по военным делам (Наркомвоен, Volkskommissariat für militärische Angelegenheiten);[26] 1923 Народный комиссариат по военным и морским делам (Volkskommissariat für Angelegenheiten des Militärs und der Marine);[27] 1934 gemeinsames Народный комиссариат обороны (Volkskommissariat für Verteidigung);[28] heute  Russ. Föderation: Министерство обороны Российской Федерации / Ministerstwo Obrony Rossijskoj Federazii (Миноборо́ны/Minobrony) • Leiter: 1802–17 Министры морских / Морские министры[29]
- Schweden:   1840 [Kungliga] Sjöförsvarsdepartementet,[30] 1920 mit dem Lantförsvarsdepartementet zum Försvarsdepartementet zusammengelegt • Leiter: 1840–1920 Sjöförsvarsministrar (Sjöministrar); Abteilung: Expeditionschefer[31]
- Spanien:  Kgr.: 1808 Despacho de Marina de España (Marinekanzlei, Amt: Secretaría del Despacho de Marina); 1851 Ministerio de Marina de España; /: 1936 gemeinsames Ministerio de Guerra; 1939 getrennt zu Ministerio del Ejército, Ministerio de Marina, Ministerio del Aire (Armee, Marine, Luftverteidigung);  1977 zum Ministerio de Defensa de España vereinigt[32]
- Vereinigte Staaten: 1798–1945/47 Department of the Navy (DON), dann mit dem Department of War (DOW) zum Department of Defense (DOD, Pentagon) vereinigt und Abteilung[L 2] • Leiter: Secretary of the Navy (SecNav)
- Vereinigtes Königreich – kein explizites Marineministerium:  England/ Großbritannien/ Vereinigtes Kgr.: schon um 1400 Admiral of England / Lord Admiral / Lord High Admiral; 1546 Council of the Marine (Marinerat, später Navy Board); 1628 Board of Admiralty (später nur The Admiralty,  Admiralität); 1831 Navy Board als eigenständige Behörde abgeschafft und an die Admiralität übergeben; 1964 diese dem Ministry of Defence eingegliedert • Leiter: 1628–1964 First Lord of the Admiralty,[33] 1621–1964 Lord Commissioner of the Admiralty (falls der Posten des Lord High Admirals nicht in personam besetzt war)[34]
  -  Schottland:  Kgr. um 1400  Lord High Admiral;[35] 1557 High Court of Admiralty; 1706/07 zugunsten des Lord High Admiral und Admiralty of Great Britain aufgelassen